# جیاردینی ناکسوس
جیاردینی ناکسوس (به ایتالیایی: Giardini-Naxos) یک کومونه در ایتالیا است که در استان مسینا در جنوب ایتالیا واقع شده‌است.این مکان در ساحل دریای یونیان و در خلیجی بین Cape Taormina و  Cape Schisò واقع شده است و از دهه 1970 به یک استراحتگاه ساحلی تبدیل شده است.

## خصوصیات
جیاردینی ناکسوس ۵ کیلومترمربع مساحت و ۹٬۵۲۴ نفر جمعیت دارد و ۸ متر بالاتر از سطح دریا واقع شده‌است.